# 新旧分離
新旧分離（しんきゅうぶんり）は、企業が経営破綻あるいはそれに近い状態に陥った際に、その企業が行っていた事業を継続させ実質的な経営再建をめざすために行われる手段のひとつである。商法上においては「企業分割」と「事業譲渡」に当てはまるが、旧法人の債務整理と新法人による事業の継続をその目的とするものについて、他のケースと区別してこう呼ばれることが多い。会社分割も参照のこと。

## 概要
極端な債務超過に陥ったが、事業は黒字基調を維持しているような場合に、当該法人が行っていた事業と社名については新たな法人（以下「新社」）を設立し引き継がせる一方、それまでの法人（以下「旧社」）は債務弁済のみのために存続させる経営再建の手法である。
新旧社両社の商号については、旧社商号に「新社」を加えた名称を新社商号とする場合と、旧社の商号を新社が名乗り、旧社が商号変更する場合の2つのケースが主に見られる。
一般的に旧社は最終的に清算され解散する。新社への事業譲渡を行うことで旧社の収益事業がなくなり、債務弁済が不可能である場合は、自己破産、特別清算または特定調停を申請して、債務を減免させたり財産を処分し法的整理に移行するが、事業を承継済みであることから一般的には倒産とはみなされない。
なお旧商法における「会社整理」は、当該法人を存続したまま経営を再建させるための手続きの一つであり、本項でいう新旧分離とはまったく異なる。

### 新旧分離の利点
新旧分離を行うことで、事業を承継した新社は過剰な債務から解放され財務が正常化し、商取引や債券の発行、融資に関する支障が取り除かれる。
また新社を旧社の子会社とすれば、新社が黒字計上を果たせば旧社は配当を受け取り、それを弁済に充てることができる。ないしは、旧社は新社の株式を売却し、売却益を弁済に充てることも可能になる。
公共企業体日本国有鉄道（国鉄）の分割民営化（1987年〈昭和62年〉）は、このスキームを実現するためのものであった。しかし実際には株式売却益を充てても債務の利払いすら満足にできず、逆に債務が膨張してスキームが完全に破綻した。旧社に相当する日本国有鉄道清算事業団解散の1998年（平成10年）にそのほとんどが国の債務に繰り入れられ、国の一般会計から60年かけて直接償還せざるを得なくなる、事実上の失敗に終わった。
チッソも同様で、本業は非常に順調だが、賠償金の債務がのしかかっていたため、サスティナビリティーが疑問視されていた。そのために新旧分離を行い、新会社を身軽にして確実に事業継続を目指す意図であった。

## 新旧分離を行った主な企業

### 公営企業
- 公共企業体日本国有鉄道 - 旅客鉄道6社および日本貨物鉄道・鉄道通信・鉄道情報システム・新幹線鉄道保有機構・鉄道総合技術研究所・日本国有鉄道清算事業団
国鉄分割民営化に伴い、国鉄の事業は新設の11法人に分割承継され、国鉄自体は長期債務償還を専門に行う日本国有鉄道清算事業団に移行した。事業団保有の東日本旅客鉄道、東海旅客鉄道、西日本旅客鉄道および九州旅客鉄道（事業団解散後の2016年に株式上場）の株式はすべて売却されて4社は完全民営化を達成したが、売却益は日本国有鉄道清算事業団の長期債務償還に充てるにはほど遠く、承継債務は毎年度膨張を続けた。結果として償還スキームは10年で完全に破綻し、事業団は1998年に解散した。このほか鉄道通信は民間との買収・合併をくり返し現在はソフトバンクとなっている。[1]
- 日本道路公団
「日本道路公団」は、小泉改革により、NEXCO3社に分割民営化された。資産と債務は独立行政法人である日本高速道路保有・債務返済機構が保有している[2]。

### 建設
- 金剛組
木造による仏教寺院の建設・修復を専門とし、「現存する世界最古の企業」といわれていたが、近代式寺院の建設に手を染めたことをきっかけとして業績が傾き、2006年に経営破綻。高松建設（後の高松CG）が設立した新法人に業務を引き継ぎ、旧法人は「株式会社ケージー建設」に商号変更後自己破産→破産廃止で消滅した。
- 東急建設
2003年、不動産事業の債務超過により、旧・東急建設の建設部門を元に、TCホールディングスを設立。旧・東急建設をTCプロパティーズに改称。新・東急建設（旧TCホールディングス）が代わって東証一部に上場。一時期、主力行OBにより設立したフェニックス・キャピタルが再建支援に介入していたことから、再建が完了した近年以降も主要株主に連ねている。
- MID都市開発
旧松下興産（旧法人、略称MID）は大阪の中堅デベロッパーで、かつての旧松下グループの兄弟会社で関係会社。創業家である松下家同族（※松下電器や同族企業・松下不動産含む）が主体となり設立。80年代を中心に大規模開発を行ってきた（その間、90年代前半に旧ナショナル劇場でCM放映していた）が、90年代後半に7,000億円もの融資団からの借入を抱え経営危機に陥る。その後紆余曲折をたどり、2005年に新旧分離を実施。松下サイドから資本的に離脱していた和歌山ロイヤルパインズ（2代目MID）へ採算部門（オフィスビル主体）を譲渡、旧松下興産は豊秀興産と社名を変えて清算会社へ移行した。
- フジタ

### 食品
- 大日本製糖・明治製糖（現大日本明治製糖）
両社はそれぞれ旧大日本製糖・旧明治製糖からの第二会社の扱いで新旧分離。両社は三菱商事の出資する製糖子会社として再出発。96年の両社対等合併により、現在の大日本明治となる。
- タカラブネ
2003年1月に経営破綻（民事再生法申請）し、同年7月にその受け皿としてスイートガーデンを設立。タカラブネブランドを継承。
- 東ハト
2003年の会社分割（祖業・本業の製菓部門とノンコア事業）による新旧分離。2ヶ月前の倒産による救済措置。
- ロッテ/ロッテホールディングス
産業活力再生特別措置法の適用案件として2006年度末期に実施。新旧分離の方式で旧ロッテが持株会社化。

### 流通・デパート・小売り
- 沖縄三越
三越グループの百貨店。放漫経営や三越と提携していた地元側企業「大城組」の業績悪化などで債務超過に陥ったため、三越主導で新旧分離が行われ、2004年、新法人の「株式会社沖縄三越」が事業を継承したが、沖縄三越も2014年9月21日に閉店。同名の旧法人は別の社名に変更されて清算された他、新法人も2014年10月に「リウボウ商事」に社名を変更した。
- 丸井今井
北海道の百貨店。三越伊勢丹ホールディングスの支援で2005年に北海道丸井今井株式会社に改称し会社分割で株式会社丸井今井（新社）に事業譲渡したが、株式会社丸井今井は2009年に経営破綻し、三越伊勢丹ホールディングス設立の株式会社札幌丸井今井（後の札幌丸井三越）と株式会社函館丸井今井に事業譲渡。
- 山交百貨店
百貨店事業そのものの売り上げの低迷に加え、ダイエーと提携していた総合スーパー事業に失敗したため、2007年2月に運営会社の新旧分離を実施。新運営会社「山交百貨店」を設立し百貨店事業のみ委譲し、旧運営会社である山交は甲州管財と名前を変え清算処理を行った。
- 鳥取大丸（現：丸由百貨店）
日ノ丸グループやJ.フロント リテイリング（JFR）の出資した鳥取大丸が経営危機に陥り、2018年9月に新旧分離を実施。新社からはJFRの資本関係が外れたものの、商標使用契約を結び「鳥取大丸」の名称のまま営業を続けていたが、契約の切れる2022年9月に現名へ改称。
- アパンダ
- 鈴乃屋
引継ぎで混乱が発生した[3]。

### 運輸
- 琴参バス・琴参タクシー
香川県西部で路線バス事業を営んでいた琴平参宮電鉄が不動産部門の不振により路線バス部門を琴参バスとして新旧分離、特別清算。同社の株式を同県東部の同業者である大川自動車が買収する形で譲渡。なお、グループ企業の琴参タクシーは観音寺市の観光バス会社である西讃観光が設立した同名の新会社に譲渡して破産したため、袂を分かつこととなった。
- ブルーハイウェイライン
石油高騰や競争激化による経営悪化に伴い2000年に大阪-志布志航路事業を「ブルーハイウェイライン西日本」、2001年7月に首都圏-苫小牧間のフェリー・貨物船事業を「商船三井フェリー」に営業譲渡。旧社は廃止を決定していた東京-那智勝浦-高知航路を10月まで運航した後解散。その後2023年には商船三井フェリーがブルーハイウェイライン西日本の後身となるフェリーさんふらわあを吸収合併する形で「商船三井さんふらわあ」として再統合している。
- 茨城交通
2009年実施。但し法人格としては連続性があるので、このケースとしては極めて希有な存在でもある。
- 十和田観光電鉄
2007年12月に実施、これ以降は新旧両社併存により継続していたが2012年3月に鉄道事業は廃止された。
- 常磐交通自動車
多角経営の失敗で多額の負債を抱えたため、2006年2月1日に無借金経営の子会社・常交中小型自動車に路線バス・観光バス・運輸の3事業を営業譲渡し、常交中小型自動車は新常磐交通に社名変更を行った上で創業家の社長野崎満が退任、グリーンキャブ（東京都）の100%子会社となった。同社は「浜通り旅客運送」に社名変更して人材派遣業並びに不動産賃貸業へ業態転換して債務処理に専念し、2016年6月30日をもって会社解散を決議、7月21日に特別清算手続開始決定を受けた。
- 宮崎カーフェリー
2004年にマリンエキスプレスより阪神～宮崎航路を引き継いで事業を開始した旧社は、当初から大幅な債務超過[4]であり、新船建造資金の調達・債務償還の目処が立たなくなったため、2017年11月に特別清算の申請を発表。2018年3月、宮崎県・宮崎県内金融機関・地域経済活性化支援機構などの出資により設立された同名新社（設立時は宮崎ひなた）に運航事業・船舶を継承した。旧社は2018年2月に会社解散を決議、3月1日に「福岡マゼラン」に社名変更し、2018年8月15日に福岡地裁から特別清算開始決定を受けた[5]。
- 東日本フェリー
2003年に旧法人が経営破綻し2005年に再建スポンサーのリベラに吸収合併ののち2006年に同名の新法人を設立してフェリー事業を移管、その後経営悪化により2008年に旧法人時代からの関連会社であるリベラ子会社の道南自動車フェリーに函館-青森・大間航路事業を継承。新法人は船舶貸渡業として存続したが2009年道南自動車フェリーに合併され消滅。
- 太平洋沿海フェリー
オイルショックに伴う経営悪化により1982年に出資者の1社である名古屋鉄道の全額出資で新法人「太平洋フェリー」を設立してフェリー事業を移管、その後旧社は「名鉄管財」に改称し新法人への船舶リースを行ったが1984年に新法人が船舶を買い取り清算。

### 新聞社
- 毎日新聞社
「株式会社毎日新聞社」（旧法人）は、読売・朝日との熾烈な競争などで債務超過に陥ったため、1977年、新聞・本を出版する通常の新聞社の業務を実施するための新法人として「毎日新聞株式会社」が設立された。同年12月1日、旧法人は「株式会社毎日」に社名変更して債務返済に専念、新法人は「株式会社毎日新聞社」に社名変更し、旧法人から事業一切を引き継いだ。8年後に債務返済が一段落したことから、「スポーツ報知（報知新聞）と並ぶ現存する日本最古の新聞」の歴史を守るため、旧法人が新法人を吸収し、元に戻った。
なお、旧法人は創業地・大阪市（大阪本社）に登記本店（本部）を置いていたが、新法人は登記本店を千代田区（東京本社）に置いており、登記上の法人合併がなされた1985年以後も東京本社を登記本店を実質的に移転している。
- 岡山日日新聞
岡山県の県紙山陽新聞社に対抗して1946年に創刊したが業績は振るわず、2004年にカバヤ食品グループから吉備システム（岡山市）の傘下となったが、経営難に陥り2008年10月に岡山日日新聞新社に事業を承継しのち解散。2011年11月に新社も経営に行き詰まり準自己破産を申請し倒産、新聞も休刊した。
- 常陽新聞
常陽新聞社は1985年に関連会社の破産のあおりで旧商法の会社整理手続きを申請し、事業を継続しながら経営再建を行ったが、経営環境の悪化で累積債務が拡大し2003年に営業権を新設の常陽新聞新社（事実上登記上2代目）に承継し解散した。のち常陽新聞新社も2013年8月に破綻、新聞発行も休刊した。
その後2013年11月に登記上2代目法人の破産管財人から題号を承継した新法人（登記上3代目）としてベンチャー企業がスポンサーとなって設立し、改めて2014年2月に新創刊（第1号からカウントし直し）扱いとして復刊したが、赤字経営が解消されず、2017年3月に再び休刊となった。
詳細は常陽新聞を参照のこと。

### 出版・映像
- 誠文堂新光社
- 河出書房新社
- キネマ旬報社
- 財界展望新社
ZAITENを発行する出版社。
- 柘植書房新社[6]
- 中央公論新社
中央公論社（旧法人）は1990年代に経営危機に陥ったため、読売新聞社（後の読売新聞東京本社）が救済に乗り出し、1999年に読売の全額出資によって新社が設立され、営業を譲り受けた。2002年の読売グループ再編により、読売新聞グループ本社の子会社となって現在に至る。旧中央公論社は1999年2月1日付で「株式会社平成出版」に社名変更、同年8月23日に解散。同年12月27日に特別清算開始。2001年9月1日に清算が終了し、完全消滅した。
- 徳間書店
準大手の総合出版社。1990年代に住友銀行の管理下におかれたが、2005年に旧法人は債務整理会社「株式会社芝ホールディングス」に社名変更され、翌年清算。事業は新法人の「株式会社徳間書店」が引き継いだ。
- 理論社
2010年末に実施。無料BSチャンネル・“BS11”を運営する日本BS放送による受け皿会社へ事業譲渡、その後2012年7月にテレワンおよびシカゴコンサルティングの両社へ全株を分割売却したが、2018年1月に同業の国土社と共に再度日本BS放送の連結子会社となった。
- アスキー
2003年にユニゾン・キャピタルにより実施。現在の角川グループホールディングスおよびアスキー・メディアワークス（2013年10月期よりKADOKAWA）。

（補記）
- 三五館シンシャは三五館の倒産により元社員が新規に設立した会社で、社名は合意の上で継承しているが、資本関係や事業継続性はない。
- サンガ新社もサンガの倒産により元社員が新規に設立した会社で、社名は合意の上で継承しているが、資本関係や事業継続性はない。
- 五月書房新社も五月書房の倒産後に設立され、コードや著作隣接権は引き継いだが、この項の新旧分離ではない。
- 飛鳥新社は当初からこの名で、新旧分離ではない。
- 現代思潮新社は社名変更でこの社名となったもので、新旧分離ではない。
- 東京ムービー新社（現在のトムス・エンタテインメント）は東京ムービーの営業担当会社で、新旧分離ではない。

### 電波メディア
- CROSS FM
1993年9月1日に開局した福岡県を放送対象地域とする超短波放送局「株式会社エフエム九州」（愛称・CROSS FM）は開局当初から赤字状態が続いていた。エフエム九州は2008年5月7日、2007年度決算が6億円の債務超過となることから、自力での経営再建を断念。投資会社「ネクスト・キャピタル・パートナーズ」が受け皿会社となって新法人の「株式会社CROSS FM」が設立され、2008年7月1日午前0時をもって株式会社エフエム九州が行っていた放送事業・放送免許を新法人が引き継いだ。平成新局における新旧分離は当社が初の事例となる。
- 兵庫エフエム放送（新社、旧Kiss-FM KOBE）
2010年に新旧分離を実施。地上波としての放送業界での新旧分離は異例で、FMでは前者の「CROSS FM」から2例目となった。
- エフエム岐阜
2001年4月1日に開局した岐阜県の超短波放送局「岐阜エフエム放送株式会社」が2013年3月期で3億円超の債務超過となったのを機に、エフエム東京とエフエム愛知などの出資により2013年8月に新会社「株式会社エフエム岐阜」を設立、2014年3月1日午前0時をもって岐阜エフエム放送から放送免許・放送事業を引き継いだ。地上波放送局ではCROSS FM、兵庫エフエム放送に次いで3番目の事例となる。
- ニッポン放送
2006年4月1日に旧・ニッポン放送保有の資産をフジテレビジョン（現在のフジ・メディア・ホールディングス）への集約を目的として、新たに設立した「株式会社ニッポン放送」が放送事業・放送免許を引き継いだ。旧社は「株式会社ニッポン放送ホールディングス」に商号変更し、フジテレビに吸収合併された。（ニッポン放送の経営権問題も参照）
- スター・チャンネル
2008年に実施。その後、2024年6月に親会社が東北新社からBSJapanextを運営する「ジャパネットブロードキャスティング」へ移行後、8月に吸収合併された。

（補記）
- 東北新社は創業者の植村伴次郎が、オペラのプロデュースを目的として創業した「東北社」で外国テレビ映画の日本語吹替を行い、社長と対立したことによって設立したもので、新旧分離ではない。

### IT系
- アイフォー
ハガキデジタルデザインソフト「筆王」で知られたIT関連企業。実は2003年の時点で既に新旧分離を実施しているが、のちに同社を買収した同業大手・イーフロンティアに吸収合併された。
- 元気
2008年3月に親会社・ダイコク電機により実施。詳細は新旧分離に関する項目
- インデックス
2013年11月に実施。アトラスを始めとする事業をセガが設立した受け皿会社である同名新社のインデックス（設立時はセガドリーム、2016年にiXITへ社名変更）へ譲渡。旧社は2014年4月30日に民事再生手続廃止決定を受け、同年7月31日に破産手続開始決定。
- ITX
2012年に実施。元親会社による不祥事による影響を受け日本産業パートナーズへ事実上の売却。

### 金融
- イオンクレジットサービス（旧社、新社名：イオンフィナンシャルサービス）
流通大手・イオンの上場子会社で、同じく上場子会社であるイオン銀行と実質的な経営統合を計画、2013年度初の中間持株会社移行時に実施。
- ライフ/ライフカード
2011年7月に実施。親会社の消費者金融大手・アイフルが新たに設立したライフカード（ライフ新社）に全事業を譲渡して、ライフ旧社はアイフルへ吸収合併された。
- レイク（現：新生フィナンシャル）
1998年11月に実施。GEキャピタルが設立した同名の新社に消費者金融事業を譲渡し、旧社は「株式会社エル」に社名変更[7]。

### その他
- 新来島どっく
旧法人時代は、「再建王」として有名な坪内寿夫のもと、四国を中心とした一大企業グループを築き上げていたが、世界的造船不況・プラザ合意以降の円高不況により、1986年頃に経営危機が表面化。1987年、受け皿法人である新法人に事業譲渡。旧法人は「株式会社来島興産」に商号変更後、1991年12月13日に解散決議がなされ、1992年3月30日清算結了、完全消滅した。
- チッソ
日本における認定公害病である水俣病患者の救済へ向け万全な対応を期すため、事実上の純粋持株会社となり、従来の事業や連結・持分会社等は全て新設子会社・JNCへ譲渡している。
- フォーライフ・レコード
吉田拓郎や井上陽水らによって設立されたレコード会社。ヒット曲に恵まれなかったことや有力歌手に移籍されるなどして1990年代後半より経営が悪化。2001年に新会社フォーライフミュージックエンタテイメントを設立し、営業権・総資産・所属アーティストを継承。旧法人は「三宿産業株式会社」に社名変更され2001年12月に特別清算を申請し、その後解散した。
- 東京法経学院
2007年に実施。
- 川奈ホテル
- 大映（後の角川書店映画事業部）
- 豊島園（遊園地・としまえん）
- ドイト
再建スポンサーであるドン・キホーテにより2006年に実施。
- 北陽製紙（後の王子マテリア）
- 白元
2014年9月に実施。事業をアース製薬の子会社である白元アースへ譲渡。
- ラ・パルレ
2010年10月に民事再生法を申請し、スピードパートナーズの支援を受け、2010年9月に設立されたビューティーパートナーズに移管。2014年7月からは、ニューアート・ラ・パルレが、ビューティーパートナーズからエステティック事業を承継する。
- イエローキャブ
2014年に株式会社フェイスが立ち上げた新会社ドリームキャブにイエローキャブの業務を同社に移管した後、イエローキャブは2015年2月13日に破産申請。なお、ドリームキャブは2016年4月1日にFaith Artists Music Entertainmentに社名変更している。
- 生産技術
2009年に民事再生法を申請し、2010年にレンタルのニッケンに業務を移管した後2014年には「生産技術パートナーズ」として旧社が担っていた機械器具レンタル業務を分社化。旧社は土地等の資産売却の後2013年に解散。
- 北海道日本ハムファイターズ（日本ハム球団）
経営再建を目的としていないが新旧分離を行った例である。
本拠地が東京ドームだった時代の運営法人は「日本ハム球団株式会社」で日本ハム本社の全額出資だったが、北海道へ本拠地を移転するのにあたって、北海道財界と日本ハム本社の共同出資により設立された「株式会社北海道日本ハムファイターズ」に運営を移管し、旧法人（日本ハム球団）は特別清算により消滅した。
- ジャニーズ事務所
ジャニー喜多川性加害問題を受け社名を株式会社SMILE-UP.に変更し被害者への補償業務に専念。タレントのマネジメント業務などは新会社のSTARTO ENTERTAINMENTに移行。
- カネボウ
2006年に、当時のカネボウ株式会社に残っていた日用品・薬品・食品事業をカネボウ・トリニティ・ホールディングス並びに傘下事業会社に事業譲渡（カネボウフーズについては株式売却）。

## 海外の事例
日本以外の国においては当然根拠となる法令が異なるものの、新旧分離は経営再建の手法として幅広く用いられる。
2009年、アメリカ合衆国では自動車業界の“BIG 3”を形成していたクライスラーとゼネラル・モータースが相次いで経営破綻した。再建に係る適用法令は米連邦倒産法第11章であるが、これは日本では民事再生法に相当する法律とされる。同条に基づく再建の過程では、それぞれの会社を債務整理を目的とする旧社と、優良事業及びそれを継続させるための資産・人員のみ引き継ぐ新社とに分けることを骨子として進められた。新社にはいずれも国が出資し、急速に業績を回復させたが、それにより経営陣に多額の報酬が支払われたことについては大統領のバラク・オバマらが批判した。一方、「不採算」「不良」とされたブランドについては旧社に残され、中国などの外国メーカーに売却してその売却益が債務弁済に充てられた。

## 注記事項
1. ↑  “「国鉄の分割民営化から３０年を迎えて」 国土交通省鉄道局”. 2024年11月26日閲覧。
2. ↑  日本経済新聞2013年8月21日朝刊時事解析
3. ↑  着物の老舗「鈴乃屋」　新旧会社引き継ぎでトラブル 日本経済新聞2024年10月7日 5:00
4. ↑  “カーフェリー事業、船舶リース 宮崎カーフェリー（株）ほか１社”.   東京商工リサーチ. 2018年4月7日閲覧。
5. ↑  “【ハザードマップ】福岡マゼラン／ファーストスプリング”. SankeiBiz. (2018年9月20日).  オリジナルの2018年9月20日時点におけるアーカイブ。
6. ↑  一日も出荷を休まず、旧社から新社に切り替えた
7. ↑  「GEキャピタルがレイクの消費者金融事業を買収、"新レイク"が業務を開始」『月刊消費者信用』第16巻第12号、金融財政事情研究会、1998年12月1日、33-34頁、NDLJP:2857693/17、2024年10月6日閲覧。